# マルリーゼ・デブルイン
マルリーゼ・デブルイン（Marlize de Bruin、1994年11月11日 - ）は、南アフリカ共和国の女子ラグビー選手。

## プロフィール
- 南アフリカ出身[1]。
- ポジションはロック(LO)。
- 身長 168cm、体重 70kg

## 略歴
2024年、パリ五輪の7人制女子南アフリカ共和国代表に選ばれた。